# Philodendron kautskyi
Philodendron kautskyi är en kallaväxtart som beskrevs av George Sydney Bunting. Philodendron kautskyi ingår i släktet Philodendron och familjen kallaväxter. Inga underarter finns listade.